# 切維蔡斯 (馬里蘭州市鎮)
切維蔡斯（英語：Chevy Chase）是一個位於美國馬里蘭州蒙哥馬利縣的市鎮。

## 人口
根據2020年美國人口普查的數據，切維蔡斯的面積為1.20平方千米，當中陸地面積為1.20平方千米，而水域面積為0.00平方千米。當地共有人口2904人，而人口密度為每平方千米2,420人。